# Henau SG
| SG ist das Kürzel für den Kanton St. Gallen in der Schweiz. Es wird verwendet, um Verwechslungen mit anderen Einträgen des Namens Henau zu vermeiden. |

Henau ist eine Ortschaft in der politischen Gemeinde Uzwil. Bis 1962 war Henau auch deren amtlicher Name. Henau gehört zum Wahlkreis Wil des Kantons St. Gallen in der Schweiz und liegt unmittelbar südlich der Thur und der Autobahn A1 zwischen Wil und Uzwil.

## Geschichte

Buntweberei Felsegg an der Thur, 1931

Bau der Autobahn A1, 1967

Die erste Erwähnung stammt aus der Henauer Urkunde aus dem Jahr 754 als Aninauva (eigentlich Annin-ouwa «Au des Anno»). Das Dorf Henau war mit seiner Pfarrkirche bis ins 19. Jahrhundert Mittelpunkt der Gemeinde Uzwil. 1706 bis 1709 kam es im Vorfeld des Toggenburgerkrieges in Henau zu handfesten Auseinandersetzungen zwischen den Konfessionsgruppen.
Nachdem 1933 die katholische Pfarrei Niederuzwil gegründet worden war, kam es zur Bildung der Kirchgemeinde Henau-Niederuzwil. Seither besteht die Pfarrei Henau aus den Dörfern Henau, Algetshausen, Nieder- und Oberstetten sowie den beiden zur politischen Gemeinde Oberbüren gehörenden Orten Sonnental und Brübach.
Im ursprünglich landwirtschaftlich geprägten Dorf bestand seit 1865 die Buntweberei Felsegg sowie im 20. Jahrhundert eine Möbelfabrik, die beide in den 1970er Jahren ihren Betrieb einstellten. Nach Jahren des Stillstands setzte dank regem Wohnungsbau in den 1990er Jahren wieder ein Bevölkerungswachstum ein.
| Jahr      | 1850  | 1900  | 1950  | 1993  | 2000  | 2015  |
| Einwohner | 279   | 527   | 695   | 818   | 1017  | 1483  |
| Quelle    | [ 3 ] | [ 3 ] | [ 3 ] | [ 3 ] | [ 3 ] | [ 1 ] |

## Bildung und Infrastruktur

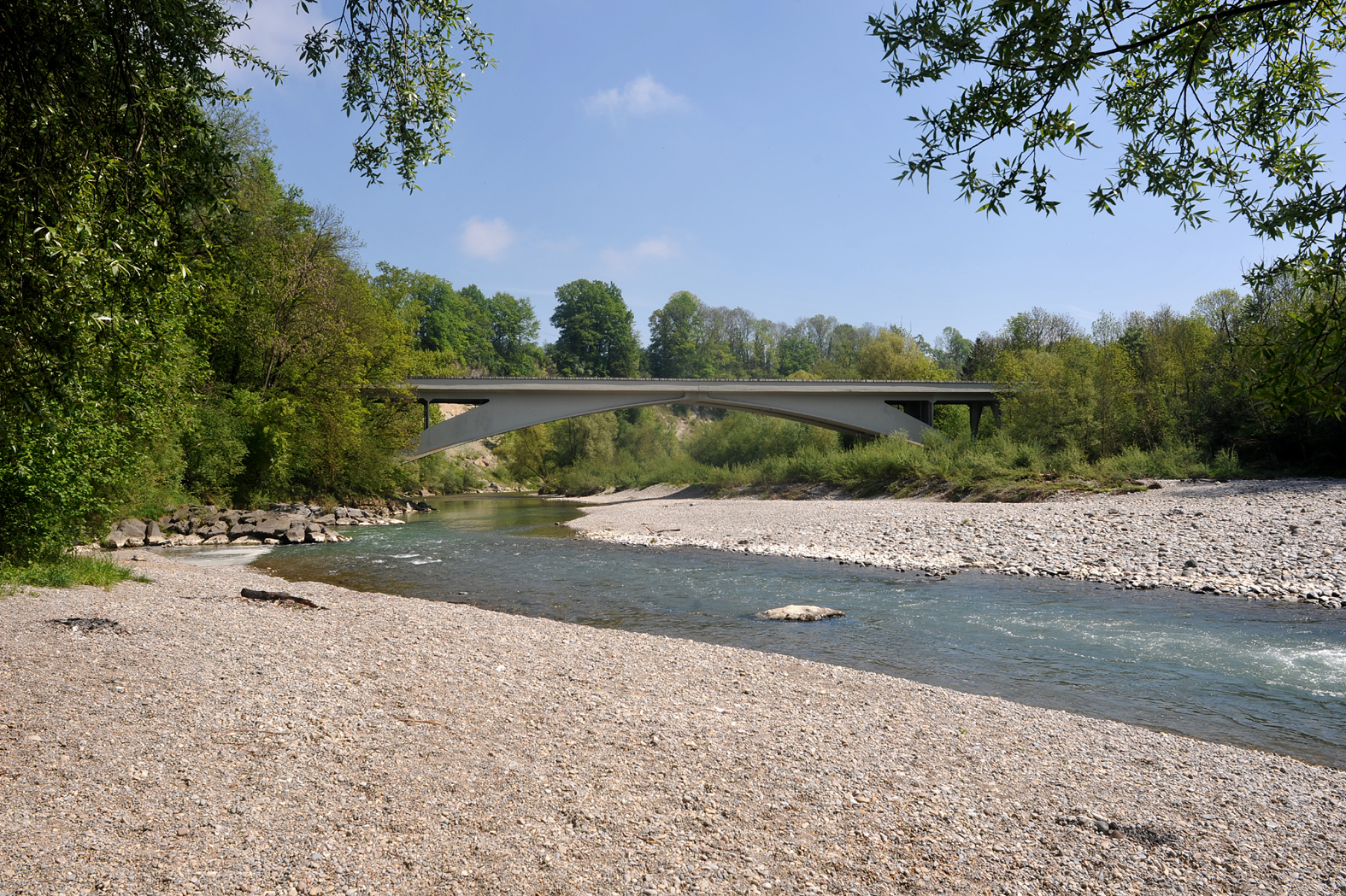
Die Thurbrücke Felsegg verbindet Henau mit Zuzwil auf der anderen Seite der Thur.

Die Kinder besuchen den Kindergarten und die Primarschule im dorfeigenen Schulhaus Oberberg.
Zudem befindet sich die Gemeindesportanlage «Rüti» in Henau.
Zahlreiche KMU-Betriebe bieten Arbeits- und Ausbildungsplätze an. Ladengeschäfte gewährleisten die Grundversorgung.
An der Felseggstrasse ist die Hauser & Wirth Collection untergebracht.
Seitdem die Haltestelle Algetshausen-Henau an der Bahnstrecke St. Gallen–Winterthur geschlossen wurde, ist Henau im öffentlichen Verkehr auf Autobusse angewiesen, deren Kurse zwischen Wil und Uzwil verkehren. Die Postauto-Verbindung über Zuzwil wird im Halbstundentakt betrieben, die Regiobus-Verbindung über Schwarzenbach im Stundentakt.

## Sehenswürdigkeiten
Der Turm der Kirche Mariä Himmelfahrt ist in der Liste der Kulturgüter in Uzwil aufgeführt.
Er wurde im 15. Jahrhundert erbaut und in der ersten Hälfte des 16. Jahrhunderts vollendet. 1591 erhielt das Chorgewölbe im Turm wertvolle Fresken. 1746 wurde die barock ausgestattete Kirche eingeweiht.

## Persönlichkeiten
- Johann Rudolf Moser (1827–1911), Kaufmann und Politiker sowie Ehrenbürger von Henau.